# Javonte Douglas
Javonte Adwin Douglas (Charlotte, 28 novembre 1992) è un cestista statunitense.

## Palmarès
- Coppa di Russia: 1

Uralmaš Ekaterinburg: 2024-2025